# Hosta jonesii
Hosta jonesii är en sparrisväxtart som beskrevs av M.G.Chung. Hosta jonesii ingår i släktet funkior, och familjen sparrisväxter. Inga underarter finns listade i Catalogue of Life.